# Ninni Lindgren
Nadeschda Berendje Ninni Lindgren, ogift Nilsson, född 3 juli 1921 i Oscars församling i Stockholm, död 30 december 2004 i Hedvig Eleonora församling i Stockholm, var en svensk tivoliägare i tredje generationen, vars släkt under 120 år drev Gröna Lund i Stockholm.
Ninni Lindgren hette ursprungligen Nadeschda Nilsson. Hon var dotter till tivoliägaren Gustaf Nilsson och Nadeschda Nilsson, ogift Löthgren, samt sondotter till Gröna Lunds grundare Jacob Schultheis. Redan under Ninni Lindgrens tidiga barnaår hade familjen fått en bitter konkurrent i Nöjesfältet på andra sidan Allmänna gränd på Djurgården i Stockholm och dess ägare Johan Lindgren. Detta hindrade dock inte henne från att bli kär i konkurrentens son John Lindgren. Emellertid avled båda fäderna 1940 och Ninni Lindgren kom att flytta över till Nöjesfältet som hon drev tillsammans med maken under omkring 15 år. Modern hade efter faderns död övertagit ledningen och Ninni Lindgren konkurrerade under dessa år med sin egen mor. 1957 lades dock Nöjesfältet ner och makarna Lindgren kom i stället att arbeta på Gröna Lund. Ninni Lindgren var in på 1990-talet verksam vid familjeföretaget.
Den förbjudna kärleken och konkurrenskriget väckte sådan uppmärksamhet att Karl Gerhard tog upp händelserna i sin revy under rubriken Happy End i Breda Gränd.
"Under dessa många år, under makens och äldste sonens direktörskap, var det Ninni som hade sista ordet i avgörande frågor, något som aldrig märktes utåt men vilket de närmsta tjänstemännen ibland kunde skönja", skrev programchefen Ove Hahn i sitt minnesord efter Ninni Lindgren.
Ninni Lindgren gifte sig 1942 med tivoliägaren John Lindgren (1916–1991) i Oscars Kyrka. De fick barnen John Lindgren Jr (1943–1993), Richard Lindgren (född 1944), William Lindgren (född 1946) och Nadja Bergén (född 1955), som under en period var gift med Anders Bergén.
Tillsammans med maken ligger hon begravd på Galärvarvskyrkogården i Stockholm.

## Filmatisering
Ninni Lindgren spelas i filmen Eld & lågor av Frida Gustavsson.